# Стёпин, Виталий Николаевич
Виталий Николаевич Стёпин (родился 22 января 1976 года в Нефтекумске) — подполковник ФСБ, сотрудник группы «Альфа»; участник операций по освобождению заложников в театральном центре на Дубровке (2002) и в школе № 1 города Беслан (2004).

## Биография
Родился в Нефтекумске. Отец — Николай Викторович Стёпин, полковник ВС СССР, служил в пограничных войсках, участвовал в войне в Афганистане. Мать — Татьяна Ивановна, окончила музыкальное училище, позже служила вместе с мужем на Дальнем Востоке, в Армянской ССР, в Кургане и Черкесске. Окончил школу в Москве, в 1993 году поступил в Бабушкинское пограничное училище, в то время как родители отправились служить в Армению. Занимался тхэквондо у Николая Ивановича Архипова (ранее пробовал себя в каратэ, футболе и хоккее).
Несмотря на успешное прохождение отбора в группу «А», в связи с отсутствием московской прописки Стёпин не попал в «Альфу». Более того, он отказался ехать по распределению в Ахты (Дагестан), уволился и стал работать детским тренером (мастер спорта по рукопашному бою). В марте 2000 года после собеседования всё же был принят в «Альфу», направившись в 1-й отдел (командир — полковник Валерий Канакин). Позже служил в 3-м и 4-м отделах управления «А», дослужился до звания начальника группы. Заочно окончил Академию ФСБ.
Стёпин участвовал в ряде командировок на Кавказ, а также в операциях по освобождению заложников на Дубровке и Беслане. В ходе бесланской операции был тяжело ранен в ногу и чудом избежал ампутации: в здании школы позади группы из семи человек, в которой был Стёпин, разорвалась граната, в результате чего он получил серьёзные осколочные ранения ноги (в другую ногу попали пули). Спасла Виталия ростовская бригада медиков. Из Владикавказа его доставили в госпиталь имени Вишневского, где провели сложную операцию, после которой он проходил долгий курс реабилитации (с применением аппарата Илизарова).
После возвращения в строй служил в 1-м отделе, с 2007 года служил в 3-м отделе под руководством Юрия Торшина. Обладатель 2-го дана по тхэквондо, мастер спорта по рукопашному бою. Организатор ежегодного турнира по тхэквондо (версия ITF) памяти сотрудников ФСБ и МВД РФ, погибших при операции по освобождению заложников. В 2012 году получил тяжёлое ранение головы, после которого впал в кому, однако выжил и приступил к реабилитации.
За участие в операциях отмечен орденом Мужества и двумя медалями «За отвагу»; также награждён медалями Жукова, Суворова, «За участие в контртеррористической операции» и другими.
Жена — Наталья, врач; с ней познакомился на 4-м курсе учёбы в пограничном училище, когда лечился в больнице после перелома челюсти (в браке с 1999 года). Дети — Ирина (2000), Андрей (2007), Аня (2010).